# Familia Hodoș
Familia Hodoș este o familie de intelectuali ardeleni cu vederi progresiste care a dat mai multe personalități politice, știintifice sau ale culturii din România:
- Ioan Popovici, poreclit „Hodoș” („Castorean”, „hod” în limba maghiară înseamnând castor) a fost preot greco-catolic.
  - Vasile Popovici „Hodoș”, unul din fiii lui Ioan Popovici, a fost de asemenea preot greco-catolic. A fost căsătorit cu Teodora Hodoș cu care a avut cinci fii:[1][2]
    - Iosif Hodoș (Hodoșiu) (n. 20 octombrie 1829, Bandu de Câmpie, Mureș - d. 28 noiembrie/9 decembrie 1880, Sibiu), fiul lui Vasile Popovici „Hodoș”, a fost un istoric și om politic român, avocat, publicist, membru fondator (1866) al Academiei Române. A fost unul dintre fruntașii mișcării naționale a românilor transilvăneni. Iosif Hodoș a studiat Dreptul în Italia, la Padova împreună cu Alexandru Papiu Ilarian și cu Simion Bărnuțiu. A fost căsătorit cu Ana Balint, fiica lui Simion Balint (n. 1810 – d. 1880), descendent al unei familii nobiliare de preoți din Vima Mică (Țara Lăpușului), prefect al Legiunii Arieșului și revoluționar român alături de Avram Iancu, și a Carolinei Balint. Au avut opt copii:[3]
      - Enea Hodoș (n. 31 decembrie 1858, Roșia Montană – d. 25 iulie 1945, Sibiu) a fost un folclorist și scriitor român, membru corespondent (1904) al Academiei Române. A fost fiul lui Iosif Hodoș și al Anei Balint, căsătorită Hodoș. A fost căsătorit cu Zotti Secula, fiica lui Gheorghe Secula (1839-1884) (un alt fruntaș transilvănean) și a Iuditei Secula (n. Trutia). 
        - Astra, fiica lor, a fost căsătorită cu unul din fiii din prima căsătorie a Constanței Hodoș (născută Taloș).

      - Ana Letiția, căsătorită cu avocatul Nicolae Oncu (1846 - 1913), jurist, director al Băncii „Victoria” din Arad;[4]
      - Simeon Sabin, ofițer în armata română;
      - Alexandru Hodoș (1863 - 1929) (cunoscut în literatură cu pseudonim Ion Gorun) a fost un scriitor român, fiul lui Iosif Hodoș și al Anei Balint. A fost căsătorit cu  Constanța Hodoș (născută Taloș) (1861 - 1934), scriitoare română, cu care a avut doi fii.
Constanța Hodoș (născută Taloș) (n. 12 octombrie 1861, Hălmagiu – d. 19 aprilie 1934, București), scriitoare română, soția lui Alexandru Hodoș.[5]
        - Alexandru A. Hodoș (n. 20 iunie 1893, București – d. 16 decembrie 1967), ziarist și om politic român de extrema dreaptă, subsecretar de stat în guvernul Goga (29 decembrie 1937 - 10 februarie 1938), fiul lui Alexandru Hodoș și al Constanței Hodoș.
        - Nunuța Hodoș (n. 1899, Blaj – d. 1983, București), actriță română de teatru și film. A facut parte din trupa Teatrului Național din Cluj si din cea a Teatrului Dramatic din Brașov. A fost căsătorită cu actorul Constantin Toneanu.
Constantin Toneanu, actor român de teatru. A făcut parte din „Compania Voiculescu-Bulandra”. A fost căsătorit cu actrița Nunuța Hodoș. 
          - Rodica Hodoș (1920-1968) a fost o actriță română de teatru care a activat la Teatrului Național din Cluj. A fost fiica actorilor Constantin Toneanu și Nunuța Hodoș.

      - Iuniu Brutus;
      - Ulpiu Traian;
      - Nerva Hodoș (n. 20 noiembrie 1869, Baia de Criș, județul Hunedoara – d. 14 noiembrie 1913), fiul lui Iosif Hodoș și al Anei Balint, a fost un bibliograf și bibliolog român, unul dintre fondatorii bibliografiei românești.
      - Roma Victoria, căsătorită cu avocatul Cornel Ardelean din Chișineu, Arad.

    - Zaheu Hodoș (n. 20 octombrie 1829, Bandu de Câmpie, Mureș – d. 27 august 1848), fiul lui Vasile Popovici „Hodoș”, frate geamăn cu Iosif Hodoș. În timpul studenției la Cluj cei doi frați erau cunoscuți sub numele de Castor și Polux (Castorianul și Polucianul). Iosif Hodoș folosea uneori, în amintirea lui, pseudonimul „Castor gemenul”.[6]
    - Zenoviu Hodoș, preot paroh în Iclandu Mare, a avut doi copii, Vasile și Rașela;
    - Ioan Hodoș, preot paroh în Bandul de Câmpie;
    - Simion Hodoș.